# Metabolisme dels xenobiòtics

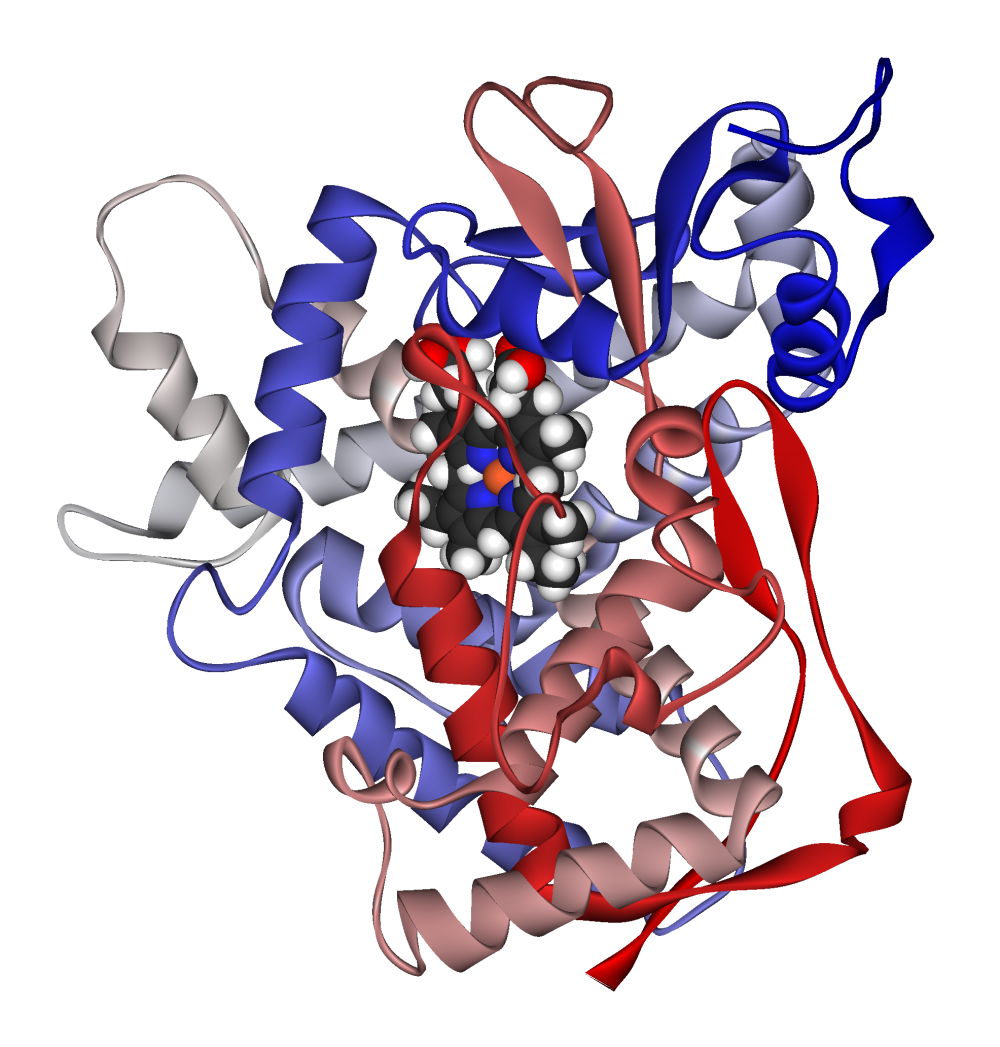
Les citocrom P450 oxidases són un conjunt d'enzims important implicat en el metabolisme dels xenobiòtics.

El metabolisme dels xenobiòtics és el conjunt de rutes metabòliques que modifiquen l'estructura química dels xenobiòtics, que són compostos aliens a la bioquímica normal d'un organisme, com ara medicaments i verins. Aquestes rutes són una forma de biotransformació present en tots els grups principals d'organismes, i es considera que tenen un origen molt antic. Aquestes reaccions sovint funcionen destoxificant compostos verinosos; tanmateix, en alguns casos, els intermedis del metabolisme xenobiòtic poden causar efectes tòxics per si mateixos.
El metabolisme dels xenobiòtics es divideix en tres fases. A la fase I, enzims com ara les citocrom P450 oxidases introdueixen grups reactius o polars als xenobiòtics. Aleshores, aquests compostos modificats són conjugats a compostos polars en reaccions de fase II. Aquestes reaccions són catalitzades per enzims transferases com ara les glutatió S-transferases. Finalment, a la fase III, els xenobiòtics conjugats poden ser processats encara més, abans de ser reconeguts per transportadors d'eflux i bombejats a l'exterior de les cèl·lules.
Les reaccions d'aquestes rutes són d'interès particular en medicina com a part del metabolisme dels medicaments, i com a factor contribuïdor a la resistència a medicaments múltiples en malalties infeccioses i quimioteràpia del càncer. Les accions d'alguns medicaments com a substrats o inhibidors dels enzims implicats en el metabolisme xenobiòtic són una raó habitual per les interaccions perilloses entre medicaments. Aquestes rutes també són importants en ciències ambientals, on el metabolisme dels xenobiòtics dels microorganismes determina si un agent contaminant serà descompost durant la bioremediació, o si persistirà al medi.